# 높은음자리 (음악 그룹)
높은음자리는 대한민국의 음악 그룹이다. 1985년 제9회 MBC 대학가요제에서 《바다에 누워》로 대상을 탄 이후, 1집 《높은음자리》 음반을 내면서 유명세를 떨쳤다. 히트곡으로는 바다에 누워, 나 그리고 별, 새벽새 등이 있다. 1987년 2집 《높은음자리》 음반을 발표하여 활동하던 중 멤버 김장수와 임은희 두 멤버 간에 불화가 생겼고 그 때문에 같은 해에 그룹이 해체되었다. 1990년 그룹을 재결성했고 2기 여성멤버 박영애 (3집 음반만 참여)를 영입하여 3집 《높은 음자리》 음반을 발표, 재기를 노렸으나 잘 되지 않았고 이후 김장수 단독으로 높은음자리 멤버로 활동하게 되었다. 김장수는 지금도 콘서트나 방송매체에서 가끔 볼 수 있다. 前 멤버 임은희는 1987년 그룹 해체 이후 1988년 ~ 1989년까지 솔로 활동을 했고 이후 사실상 활동을 중단하여 현재 근황은 알려진 바가 없는 상태이다.

## 구성원
- 김장수 (1958년 12월 13일 ~) : 동의대학교 체육학과 학사

## 이전 구성원
- 임은희 (1기, 1986년 높은음자리 1집 - 나 그리고 별 / 비와 무지개, 1987년 높은음자리 2집 - 별 하나의 진실 / 새벽새) (1957년 9월 23일 ~ ) : 동의대학교 학사
- 박영애 (2기, 1990년 높은음자리 3집 - 높은 음자리) (1973년 ~ ) : 홍익대학교 학사

## 그룹 이력
- 1985년 제9회 MBC 대학가요제 대상 (곡명 : 바다에 누워)
- 1986년 높은음자리 1집 나 그리고 별 / 비와 무지개
- 1986년 KBS 가요톱10 5주 연속 1위 골든컵 수상 (곡명 : 바다에 누워)
- 1986년 KBS 가요대상 신인상 수상
- 1986년 MBC 10대 가수 가요제 신인상 수상
- 1987년 높은음자리 2집 별 하나의 진실 / 새벽새
- 1987년 높은음자리 해체
- 1990년 높은음자리 재결성
- 1990년 박영애를 2기 멤버로 영입
- 1990년 높은음자리 3집 높은 음자리
- 2001년 높은음자리 높은 음자리

## 의혹 및 의문
2011년 8월 23일 여유만만에 80년대 대표가수 타이틀로 출연한 김장수는 지난 날들의 고통과 시련을 이야기하며 진실에 대한 열쇠를 내어주었다. 먼저 김장수는 '높은음자리' 여성 멤버 임은희와의 스캔들에 대해 해명했다. 김장수는 '임은희와 동거하는 사이'라는 사실이 신문 1면을 장식했던 당시를 회상하며 "그때 서로 교제하는 건 아니었다"고 밝혔다. 이어 '김장수가 새 여자가 생기는 바람에 임은희를 버리고 떠났다'는 루머에 대해서도 사실이 아니라고 해명했다. 김장수는 노래를 안 해야겠다는 생각이 들어 가수의 길을 포기하고 고향으로 돌아가 잠적했던 것이라고. 또한, 김장수는 자신의 원조교제설에 대해서도 사실이 아니라고 밝혔다. 김장수는 "멤버 중 기타치는 친구 김모씨가 원조교제를 했다"며 그래서 김씨인 김장수가 의심을 받게 된 것이라며 억울함을 호소했다. 이날 김장수는 마약복용설에 대해서도 "손부상 때문에 병원에서 준 약을 먹었는데 3일후에 (그 성분이) 나타났나보다"고 해명했다.

## 당시 대학가요제
부산 동의대팀으로 출전한 아마추어의 곡 《바다에 누워》는 김장수가 직접 작사 작곡한 곡으로 당시 은상은 신입생의 신입생이였으며 이 곡의 작사가 이은집 교사는 85년 대학가요제 금상 '윷놀이', 동상 '풍년굿'을 작사한 것이라 한다. 이채로운 트로트풍으로 출전한 건국대 이경순의 《사랑이야기》, 중앙대 원미연의 《들녘에서》도 이때의 노래였다.